# 中部短期大学
中部短期大学（ちゅうぶたんきだいがく）は、愛知県東春日井郡篠岡村下木に本部を置いていた日本の私立大学である。1950年に設置され、1951年に廃止された。

## 概要

### 大学全体
- 愛知県東春日井郡篠岡村に所在した日本の私立短期大学で、設置主体は学校法人日本厚生学園[1]。
- 国内で最初に認可された短期大学149校[注 1]の1校として、1950年に1学科体制で開学した[2]。
- 学科は農科のみの単科短大で、前年に設置されていた東春高等学校の農業科[3]を母体に併設された高等教育機関であったが、1952年3月19日付けで廃校[注釈 2]。
- 中部大学や中部学院大学とは何ら関係ない。

### 教育および研究
- 中部短期大学は設置されていた学科名から、農業従事者の育成に力をいれていた様子がうかがえる。

### 学風および特色
- 中部短期大学は、財団法人（1951年度より学校法人）日本厚生学園により設置された短大となっているが、後に設置された神奈川歯科大学や日本女子衛生短期大学と同母体となっている。

## 沿革
- 1949年
  - 4月1日 東春高等学校農業科設置される。
  - 10月 文部省[注釈 3]に短期大学[注 2]の設置認可に関する申請を行う[注 3]。なお、学科・専攻は以下の通りとなっている[8]。
    - 農業学科[注 4] 入学定員80名
- 1950年
  - 3月14日 左記を以て短期大学の設置が文部省[注釈 3]より認可される[注 5]。
  - 4月1日 左記を以て中部短期大学部が以下の学科体制にて開学[注 6]。
    - 農業学科→農科 入学定員80名→50名
- 1952年
  - 3月19日 左記をもって正式に廃止となる[注釈 2]。

## 基礎データ

### 所在地
- 愛知県東春日井郡篠岡村下木[注釈 1]

## 教育および研究

### 組織

#### 学科
- 農科 入学定員50名[注 7]

#### 専攻科
- なし

#### 別科
- なし

## 対外関係
- 神奈川歯科大学
- 神奈川歯科大学短期大学部
- 東春高等学校